# Liste der Mitglieder des Landtages (Freistaat Braunschweig) (1. Wahlperiode)
Diese Liste gibt einen Überblick über alle Mitglieder des Landtags des Freistaates Braunschweig in der 1. Wahlperiode (1918 bis 1920).

## A
- August Allruth (USPD) (eingetreten am 23. März 1920 für Michael Müller nach Mandatsverzicht von Otto Kirchhof)
- Otto Antrick (SPD)

## B
- Heinrich Balke (SPD) (eingetreten am 21. März 1919 für Ida Undeutsch)
- Otto Behrens (Landeswahlverband)
- Otto Bracke (Demokratische Volkspartei) (ausgeschieden am 26. August 1919)
- Wilhelm Braun (Landeswahlverband) (ausgeschieden am 22. Januar 1920)

## D
- Hermann Dießelhorst (Demokratische Volkspartei) (eingetreten am 26. August 1919 für Otto Bracke)
- Ernst Domke (SPD)

## E
- Karl Eckardt (USPD)
- Henry Erdmann (SPD)
- Fritz Eue (SPD)

## F
- Minna Faßhauer (USPD) (ausgeschieden am 27. März 1919)
- Otto Fischer (USPD) (eingetreten im März 1919 für Minna Faßhauer)
- Wilhelm Fricke (Demokratische Volkspartei) (nur 1919)

## G
- Karl Gelpke (SPD)
- Albert Genzen (USPD)
- Gustav Gerecke (SPD)
- Otto Grabenhorst (Demokratische Volkspartei)

## H
- August Hagemann (Landeswahlverband)
- August Hampe (Landeswahlverband)
- Theodor Hardeweg (Landeswahlverband)
- Willy Hesse (SPD)

## J
- Wilhelm Jasper (SPD)
- Heinrich Jasper (SPD)
- August Junke (USPD)
- Friedrich Jürgens (USPD)

## K
- Hugo Kanter (Demokratische Volkspartei)
- Adolf Keck (Demokratische Volkspartei)
- Walther Klepsch (USPD)
- Gustav Koch (Landeswahlverband)
- Adolf Kofahl (Demokratische Volkspartei)
- Heinrich König (USPD)
- Arno Krosse (SPD)
- Paul Krull (USPD)

## L
- Moritz Liebald (Landeswahlverband)

## M
- Rudolf Marschall (Landeswahlverband)  (verstorben am 13. Februar 1920)
- Ludwig Martin (SPD)
- Marie Mathis (Landeswahlverband)
- August Merges (USPD)
- Th. Erich Meyer (Landeswahlverband)
- Michael Müller (USPD, ausgeschieden am 8. April 1919)
- Max Müller-Schöll (Landeswahlverband)

## O
- Sepp Oerter (USPD)
- Fritz Ohlendorf (SPD)
- Robert Oppermann (SPD)

## P
- Richard Pust (Demokratische Volkspartei)

## R
- Friedrich Reese (Landeswahlverband) (eingetreten am 27. Januar 1920 für Wilhelm Braun)
- Norbert Regensburger (Demokratische Volkspartei)
- Franz Reinert (Demokratische Volkspartei)
- Wilhelm Rennau (SPD) (eingetreten am 20. März 1919 für Albin Undeutsch)
- Hugo Retemeyer (Landeswahlverband)
- Wilhelm Reupke (USPD)
- Heinrich Rieke (SPD)
- Ernst August Roloff (Landeswahlverband)
- Heinrich Rönneburg (Demokratische Volkspartei)

## S
- Albert Schelz (SPD)
- Karl Schilke (Demokratische Volkspartei)
- Franz Schönemann (Landeswahlverband) (eingetreten am 9. März 1920 für Rudolf Marschall)
- Friedrich Schrader (USPD)
- Albert Schünemann (Landeswahlverband) (nur 1920)
- Karl Stegmann (USPD)
- Wilhelm Strauß (Landeswahlverband)

## T
- Wilhelm Tacke (Landeswahlverband)
- Wilhelm Tostmann (USPD)

## U
- Albin Undeutsch (SPD) (ausgeschieden am 19. März 1919)
- Ida Undeutsch (SPD) (ausgeschieden am 19. März 1919)

## V
- Rudolf Vogler (SPD)

## W
- Helmut Wangelin (Demokratische Volkspartei)
- Heinrich Wassermann (USPD)
- August Wesemeier (USPD)
- Heinrich Wessel (Landeswahlverband)
- Hans Willrich (Demokratische Volkspartei)